# Alistair Overeem
Alistair Cees Overeem (Londra, 17 maggio 1980) è un artista marziale misto e kickboxer olandese con cittadinanza britannica.
È stato campione dei pesi massimi di MMA nelle organizzazioni Strikeforce e Dream e campione di kickboxing K-1: è entrato nella storia proprio per essere stato il primo e al momento l'unico lottatore negli sport da combattimento ad aver detenuto contemporaneamente un titolo mondiale nelle MMA e nel kickboxing K-1.
È il fratello minore di Valentijn Overeem, anch'egli artista marziale misto che ha combattuto in organizzazioni di rilievo come Pride, Strikeforce e RINGS e che ha sconfitto avversari come Renato Sobral, Randy Couture e Ray Sefo.
È stato premiato International Fighter of the Year ai Fighters Only World MMA Awards nel 2010 e 2011.

## Carriera nella kickboxing
Alistair Overeem ha lasciato un segno indelebile nella kickboxing degli anni 2000 e nello stile K-1, imponendosi come uno dei migliori shootfighter del mondo. La sua carriera da kickboxer inizia nel 1999, così come la sua carriera nelle arti marziali miste; il suo primo incontro è un evento di Muay thai a Veenendaal contro un connazionale, incontro vinto ai punti.
Nel 2001 prenderà parte al suo primo Grand Prix di K-1, dove però viene sconfitto, così come verrà messo KO nel suo terzo incontro in carriera, svoltosi in Giappone.
Dopo un ottimo successo nel 2008 contro il forte marocchino Badr Hari e una sconfitta l'anno successivo per mano di Remy Bonjasky, nel 2009 Overeem si qualifica al K-1 2009 World Grand Prix sconfiggendo il favorito Peter Aerts ai punti.
Nei quarti di finale a Yokohama mette KO con una ginocchiata il brasiliano Ewerton Teixeira, ma in semifinale si troverà di nuovo di fronte a Hari e questa volta è il kickboxer africano ad avere la meglio vincendo per un KO tecnico deciso dopo che Overeem era andato al tappeto per due volte.
L'anno successivo, il 2010, è quello buono che fece entrare Overeem di diritto nella storia degli sport da combattimento: nei turni di qualificazione prima stende con una ginocchiata l'esperto bosniaco Dževad Poturak e poi impone il KO tecnico al campione australiano Ben Edwards. Nei quarti di finale ottiene una vittoria per decisione unanime contro il campione Showtime Tyrone Spong. In semifinale si confronta con il pluricampione di muay thai Gökhan Saki, uscendo vincitore per un infortunio dell'avversario.
La finalissima dell'11 dicembre 2010 è contro la leggenda Peter Aerts, già campione del K-1 nel 1994, 1995 e 1998: in poco più di un minuto Overeem mette KO l'avversario con un pugno, divenendo campione K-1 e il primo lottatore della storia a detenere contemporaneamente un titolo K-1 ed un titolo nelle arti marziali miste, visto che al tempo Overeem era campione Strikeforce in carica, e solo venti giorni dopo la vittoria in K-1 vinse anche il titolo dei pesi massimi Dream.

## Carriera nelle arti marziali miste
Il primo incontro di Overeem nelle MMA professionali avvenne all'età di 19 anni, battendo Ricardo Fyeet con una guillotine choke il 24 ottobre 1999 a It's Showtime, il primo evento eponimo della federazione.

### Inizi
Dopo aver messo insieme un record di 10–3 in promotion come la RINGS, Overeem fece il suo debutto in Pride il 20 luglio 2002, sconfiggendo Yusuke Imamura per TKO dopo soli 45 secondi.

### Pride
Overeem vinse altri due combattimenti prima di entrare nel Pride Middleweight Grand Prix 2003 all'evento Pride Total Elimination 2003, perdendo col futuro campione dei pesi mediomassimi UFC Chuck Liddell nei quarti di finale. Overeem si rifece battendo Tomohiko Hashimoto a Inoki Bom-Ba-Ye 2003 in 36 secondi. Il 31 ottobre 2004 si scontrò con Hiromitsu Kanehara, battendolo per TKO nel primo round a Pride 28. L'incontro successivo perse contro un top fighter come il brasiliano Antônio Rogério Nogueira.
Nel 2005 Overeem partecipò al Pride Middleweight Grand Prix a Pride Total Elimination 2005, dove sconfisse l'ex campione dei pesi mediomassimi UFC Vítor Belfort per sottomissione. Nei quarti di finale Overeem superò Igor Vovchanchyn a Pride Critical Countdown 2005 dopo due minuti per sottomissione. Nel turno successivo, nelle semifinali, Overeem perse col futuro vincitore del torneo Shogun Rua.
Nel febbraio 2006 Overeem combatté col russo Sergei Kharitonov. Overeem vinse il match, slogando una spalla di Kharitonov nel corso dell'incontro. Con questa vittoria su Kharitonov, Overeem si assicurò un posto al Pride Open Weight Grand Prix 2006 a Pride Total Elimination Absolute. Lì affrontò il futuro campione dei pesi massimi UFC Fabrício Werdum, perdendo con una kimura nel secondo round.

### Debutto in Strikeforce
Dopo questa sconfitta Overeem si spostò a San José, in California, per un rematch contro Vitor Belfort all'evento Strikeforce: Revenge. Malgrado si trattasse del main event, Overeem vinse per decisione in un combattimento poco spettacolare.

### Ritorno in Pride
Un mese dopo Overeem fece ritorno in Pride per disputare l'ampiamente anticipato rematch contro Antônio Rogério Nogueira. L'olandese iniziò il match con una vistosa fasciatura al collo. Dopo aver controllato il primo round e mezzo col suo striking, Overeem venne fatto inciampare con un pugno seguito da una raffica di altri colpi. Preoccupato che Overeem potesse infortunarsi gravermente, il suo angolo gettò l'asciugamano.
A Pride Final Conflict Absolute, Alistair perse contro Ricardo Arona. Nel corso del match Overeem ricevette un calcio alla gamba che gli causò un infortunio non grave ai nervi e che sul momento gli fece perdere la sensibilità al piede e alla gamba. Incapace di organizzare un'efficace difesa contro Arona, Overeem cedette per evitare un infortunio ancora più grave.
In seguito patì un'altra sconfitta contro Shogun Rua a Pride 33 ma ritornò nel giugno 2007 con una vittoria per sottomissione su Michael Knaap al K-1 Grand Prix ad Amsterdam (malgrado il K-1 fosse una federazione di kickboxing, il match si svolse sotto le regole delle arti marziali miste).
Il 17 settembre 2007 nella finale di Hero's 10: Middleweight Tournament Alistair incontrò nuovamente Sergei Kharitonov. Overeem iniziò bene il primo round ma subì un KO proprio prima della fine dello stesso.

### Ritorno alla Strikeforce/Dream/Dynamite
Il 16 novembre 2007 Overeem superò Paul Buentello per il vacante titolo dei pesi massimi Strikeforce per sottomissione dovuta a ginocchiate.
Il 15 giugno 2008 Overeem vinse per KO contro Lee Tae-Hyun a Dream 4. Il 21 luglio 2008 Overeem superò il campione del K-1 Grand Prix 2001 Mark Hunt nel primo round per sottomissione a Dream 5.
L'incontro successivo fu contro Mirko Filipović a Dream 6 il 23 settembre 2008. Dopo la metà del primo round, che vide Overeem portare a terra "Cro Cop" diverse volte colpendolo dall'alto col suo striking, il combattimento fu fermato e dichiarato no contest per le continue ginocchiate all'inguine del croato da parte di Alistair.
In un'intervista del 2008 Overeem affermò che gli sarebbe piaciuto combattere in UFC in un futuro prossimo. Idealmente Overeem avrebbe desiderato un rematch contro Chuck Liddell per vendicare la sconfitta per KO subita a Pride Total Elimination 2003 e Mirko Cro Cop dopo il deludente no-contest nella Dream. Overeem fu visto anche a UFC 93 a parlare con Dana White e indicando di essere "pronto" per combattere nell'UFC.
Secondo le voci, Alistair avrebbe dovuto effettuare la sua prima difesa del titolo contro Brett Rogers il 6 giugno a Lawler vs. Shields ma un infortunio alla mano mandò a monte i piani. Secondo il manager Bas Boon, Overeem soffrì di un'infezione alla mano dopo una rissa in un nightclub avvenuta nel maggio 2009. Secondo Boon, Alistair e suo fratello Valentijn, entrambi pesi massimi, furono coinvolti in un alterco che spedì all'ospedale cinque uomini della sicurezza e per poco costò ad Alistair la sua mano.
Successivamente Overeem avrebbe dovuto effettuare la prima difesa del suo titolo in un rematch contro Fabricio Werdum a Strikeforce: Carano vs. Cyborg, ma dovette rinunciare nuovamente per un infortunio alla mano, presumibilmente lo stesso del match precedente.
Alistair sconfisse Tony Sylvester nelle celebrazioni del decimo anniversario della Golden Glory con una standing guillotine choke. Usò la stessa sottomissione dopo soli otto giorni per far cedere James Thompson a Dream 12.
Overeem avrebbe dovuto affrontare Andrei Arlovski a Dynamite!! 2009, ma l'olandese invece optò per fronteggiare Kazuyuki Fujita. Overeem sovrastò subito il suo avversario alla testa e alla fine lo mandò KO con una ginocchiata alla testa.
Overeem in seguito affrontò Brett Rogers il 15 maggio 2010 a Strikeforce: Heavy Artillery difendendo il suo Strikeforce Heavyweight Championship. Vinse il match per TKO (pgni) nel primo round. Nella sua intervista post-match, Alistair Overeem dichiarò nuovamente di voler lottare contro Fedor Emelianenko, dichiarando che il management non poteva più ignorarlo. La maggior parte dell'allenamento per il match si svolse nella Golden Glory Gym a Pattaya, Thailandia, dove il "Demolition Man" si concentrò per migliorare le sue abilità nel Muay Thai.
Overeem affrontò Todd Duffee il 31 dicembre 2010 a Dynamite!! 2010. Overeem abbatté Duffee per knockout dopo 19 secondi dall'inizio del primo round vincendo il Dream Interim Heavyweight Championship.

### Strikeforce Heavyweight Grand Prix
Ad inizio 2011, Alistair Overeem fu nominato uno degli otto uomini che avrebbero preso parte allo Strikeforce Heavyweight GP, contro Fabricio Werdum, Sergei Kharitonov, Brett Rogers, Josh Barnett, Andrei Arlovski, Antonio Silva e Fedor Emelianenko.
Un rematch contro Fabricio Werdum ebbe luogo il 18 giugno 2011, a Strikeforce: Dallas come parte del torneo e Overeem vinse per decisione unanime.
Un importante match è stato quello che ha visto come fighter Overeem e Rogers. "The Demolition man" difese il suo titolo con estrema facilità. L'esperienza dell'olandese gli permise non solo di dominare letteralmente l'incontro ma anche di farlo concludere al primo round. Nel momento in cui Rogers fu sbattuto violentemente a terra da un'incredibile presa di "The Reem" si capì che il KO stava maturando. Pugni, pugni e ancora pugni da posizione dominante di Alistair distrussero Rogers che fu salvato dall'arbitro che mise fine all'incontro.

### Rimozione dallo Strikeforce Grand Prix
Il 17 luglio fu annunciato che lo Strikeforce heavyweight champion Alistair Overeem veniva rimosso dall'heavyweight grand prix 2011. Overeem dichiarò che settembre era una data troppo anticipata per il suo ritorno e di aver bisogno di riposare e curarsi dopo la vittoria su Werdum. Overeem venne sostituito con l'imbattuto debuttante Daniel Cormier. Di conseguenza, il 29 luglio, fu annunciato che Overeem era stato eliminato dall'organizzazione Strikeforce poiché Zuffa esercitò il suo diritto di eliminare l'ultimo incontro rimanente nel suo contratto. Fu rivelato che la ragione dietro il licenziamento dell'olandese dalla Strikeforce non era la mancanza di volontà di lottare nelle semifinali del grand prix ma dovuto alla politica della Golden Glory che richiedeva che i soldi che i fighter guadagnavano tramite i combattimenti dovessero essere pagati prima al loro management.
Questa controversia non portò solo Overeem ad essere licenziato ma anche altre star della Golden Glory sotto contratto con la Zuffa. inclusa l'ex Strikeforce Women's Bantamweight Champion Marloes Coenen, il peso massimo norvegese dell'UFC Jon Olav Einemo e anche il fratello Valentijn Overeem. Il leader del team Golden Glory, Bas Boon, dichiarò di aver cambiato politica e che avrebbe potuto andare a combattere nell'UFC con un contratto esclusivo se gli fossero state offerte le giuste condizioni. In seguito si scoprì che Zuffa e il Team Golden Glory erano tornati in trattativa e il presidente dell'UFC Dana White dichiarò di sperare in un accordo con l'olandese.

### Ultimate Fighting Championship
Dopo molte speculazioni, il 6 settembre 2011, fu annunciato che Overeem aveva firmato un contratto con l'UFC e che il suo primo combattimento sarebbe stato contro l'ex campione dei pesi massimi Brock Lesnar il 30 dicembre 2011 a UFC 141. Il vincitore avrebbe affrontato l'attuale UFC Heavyweight champion Junior dos Santos. Nelle settimane precedenti l'incontro l'olandese spostò i suoi allenamenti dal Nevada ad Amsterdam per stare vicino alle madre malata di cancro, dichiarando comunque che il ritorno nella capitale olandese non sarebbe stato una distrazione, bensì un punto a proprio favore. A causa di problemi con i test antidoping della Commissione Atletica del Nevada, originati dall'improvviso ritorno di Overeem nei Paesi Bassi, il match rimase in dubbio per alcuni giorni. La vicenda si concluse con il benestare della commissione alla sua partecipazione all'incontro. Overeem superò Lesnar per KO tecnico dopo 2.26 minuti dall'inizio della prima ripresa, in un match fino a quel momento si era svolto tutto in piedi, il terreno ideale per uno striker come Overeem contro un wrestler come Lesnar. Dopo l'incontro Lesnar annunciò il suo ritiro dalle arti marziali miste mentre l'olandese se la vedrà col campione dei pesi massimi Junior dos Santos.
Nell'aprile del 2012, in seguito ad un controllo a sorpresa effettuato dopo la conferenza stampa dell'evento UFC 146 nel quale Overeem avrebbe dovuto lottare per il titolo, lo stesso lottatore olandese venne trovato positivo con un livello di testosterone dieci volte superiore al normale: di conseguenza venne estromesso dalla gara per il titolo e sostituito con Frank Mir.
Successivamente la commissione atletica del Nevada decise di sospendere la licenza dell'atleta per la durata di nove mesi.
Torna a combattere nel febbraio 2013 in un incontro che in caso di vittoria gli avrebbe garantito il posto come contendente al titolo: contro il gigantesco Antônio Silva, cintura nera di jiu jitsu brasiliano ed ex campione EliteXC, ma finisce sconfitto per TKO al terzo round.
In agosto affrontò il numero 8 dei ranking Travis Browne subendo un'altra sconfitta sotto forma di KO.
"The Reem" tornò alla vittoria nel febbraio 2014 dominando l'ex campione Frank Mir in tutti e tre i round e infliggendo un totale di 139 colpi contro i soli 5 dell'avversario.
In settembre viene sconfitto da Ben Rothwell per KO tecnico durante la prima ripresa: Overeem è tecnicamente il miglior kickboxer dei due e porta molti colpi che però appaiono privi di potenza, mentre Rothwell piazza pochi colpi puliti che stendono il gigante olandese.
In dicembre sconfigge il connazionale Stefan Struve per mezzo di un'azione di ground and pound durante il primo round. Mentre, a marzo, ottenne un'altra vittoria contro Roy Nelson.
A dicembre del 2015 affrontò Junior dos Santos nel suo ultimo match da contratto in UFC. Dopo una prima ripresa vinta grazie al suo striking, Overeem pose fine all'incontro nel secondo round dopo aver messo a segno un potente gancio sinistro che portò dos Santos al tappeto, seguito dalla finalizzazione con il ground and pound.
L'8 maggio del 2016 affrontò il bielorusso ed ex campione dei pesi massimi UFC Andrei Arlovski; l'incontro si svolse per la prima volta da quando Overeem si trova in UFC nei Paesi Bassi, sua terra nativa. A quasi 2 minuti dall'inizio del secondo round, Overeem andò a segno con un calcio frontale in salto e un gancio sinistro che portarono il bielorusso al tappeto, da qui finalizzò il suo avversario con una serie di pugni. Con questa vittoria ottenne anche il riconoscimento Performance of the Night.
Overeem ottenne quindi la possibilità di affrontare Stipe Miočić per il titolo dei pesi massimi UFC, incontro che si tenne il 10 settembre all'evento UFC 203: al termine di un primo round molto acceso, Miocic riuscì ad eseguire un pesante ground and pound e Overeem venne messo KO; entrambi gli atleti ottennero il premio Fight of the Night. Il 4 marzo torna alla vittoria battendo per KO un altro ex campione K-1, Mark Hunt, mentre l'8 luglio affronta per la terza volta in carriera l'ex campione dei pesi massimi UFC Fabrício Werdum all'evento UFC 213, vincendo per decisione a maggioranza. Il 2 dicembre, tuttavia, viene messo KO al primo round da Francis Ngannou, il quale gli soffia lo status di contendente numero uno al titolo dei pesi massimi.
Torna a combattere il 9 giugno 2018, quando viene sconfitto di nuovo per KO tecnico da Curtis Blaydes; torna alla vittoria il 24 novembre battendo per KO tecnico alla prima ripresa il debuttante imbattuto Sergey Pavlovich. Il 20 aprile 2019 avrebbe dovuto affrontare Alexander Volkov, ma in sostituzione di quest'ultimo viene scelto Oleksij Olejnik: Demolition Man si impone per TKO al primo round.

## Risultati nelle arti marziali miste
| Risultato  | Record    | Avversario               | Metodo                                                           | Evento                                            | Data              | Round | Tempo | Città                     | Note                                                                 |
| ---------- | --------- | ------------------------ | ---------------------------------------------------------------- | ------------------------------------------------- | ----------------- | ----- | ----- | ------------------------- | -------------------------------------------------------------------- |
| Sconfitta  | 47-19 (1) | Aleksandr Volkov         | KO tecnico (pugni)                                               | UFC Fight Night: Overeem vs. Volkov               | 6 febbraio 2021   | 2     | 2:06  | Las Vegas, Stati Uniti    |                                                                      |
| Vittoria   | 47-18 (1) | Augusto Sakai            | KO tecnico (gomitate e pugni)                                    | UFC Fight Night: Overeem vs. Sakai                | 5 settembre 2020  | 5     | 0:26  | Las Vegas, Stati Uniti    |                                                                      |
| Vittoria   | 46-18 (1) | Walt Harris              | KO tecnico (pugni)                                               | UFC on ESPN: Overeem vs. Harris                   | 16 maggio 2020    | 2     | 3:00  | Jacksonville, Stati Uniti |                                                                      |
| Sconfitta  | 45-18 (1) | Jairzinho Rozenstruik    | KO (pugni)                                                       | UFC on ESPN: Overeem vs. Rozenstruik              | 7 dicembre 2019   | 5     | 4:56  | Washington, Stati Uniti   |                                                                      |
| Vittoria   | 45-17 (1) | Oleksij Olejnik          | KO tecnico (ginocchiate e pugni)                                 | UFC Fight Night: Overeem vs. Oleinik              | 20 aprile 2019    | 1     | 4:45  | Mosca, Russia             |                                                                      |
| Vittoria   | 44-17 (1) | Sergej Pavlovič          | KO tecnico (pugni)                                               | UFC Fight Night: Blaydes vs. Ngannou 2            | 24 novembre 2018  | 1     | 4:21  | Pechino, Cina             |                                                                      |
| Sconfitta  | 43-17 (1) | Curtis Blaydes           | KO tecnico (gomitate)                                            | UFC 225: Whittaker vs. Romero 2                   | 9 giugno 2018     | 3     | 2:56  | Chicago, Stati Uniti      |                                                                      |
| Sconfitta  | 43-16 (1) | Francis Ngannou          | KO (pugni)                                                       | UFC 218: Holloway vs. Aldo 2                      | 2 dicembre 2017   | 1     | 1:42  | Detroit, Stati Uniti      |                                                                      |
| Vittoria   | 43-15 (1) | Fabrício Werdum          | Decisione (maggioranza)                                          | UFC 213: Romero vs. Whittaker                     | 8 luglio 2017     | 3     | 5:00  | Paradise, Stati Uniti     |                                                                      |
| Vittoria   | 42-15 (1) | Mark Hunt                | KO (ginocchiate)                                                 | UFC 209: Woodley vs. Thompson 2                   | 4 marzo 2017      | 3     | 1:44  | Las Vegas, Stati Uniti    |                                                                      |
| Sconfitta  | 41-15 (1) | Stipe Miočić             | KO (pugni)                                                       | UFC 203: Miocic vs. Overeem                       | 10 settembre 2016 | 1     | 4:27  | Cleveland, Stati Uniti    | Per il titolo dei pesi massimi UFC, Fight of the Night               |
| Vittoria   | 41-14 (1) | Andrei Arlovski          | KO Tecnico (calcio frontale in salto e pugni)                    | UFC Fight Night: Overeem vs. Arlovski             | 8 maggio 2016     | 2     | 1:12  | Rotterdam, Paesi Bassi    | Performance of the Night                                             |
| Vittoria   | 40-14 (1) | Junior dos Santos        | KO Tecnico (pugni)                                               | UFC on Fox: dos Anjos vs. Cerrone 2               | 19 dicembre 2015  | 2     | 4:43  | Orlando, Stati Uniti      |                                                                      |
| Vittoria   | 39-14 (1) | Roy Nelson               | Decisione (unanime)                                              | UFC 185: Pettis vs. dos Anjos                     | 14 marzo 2015     | 3     | 5:00  | Dallas, Stati Uniti       |                                                                      |
| Vittoria   | 38-14 (1) | Stefan Struve            | KO (pugni)                                                       | UFC on Fox: dos Santos vs. Miocic                 | 13 dicembre 2014  | 1     | 4:13  | Phoenix, Stati Uniti      |                                                                      |
| Sconfitta  | 37-14 (1) | Ben Rothwell             | KO Tecnico (pugni)                                               | UFC Fight Night: Souza vs. Mousasi                | 5 settembre 2014  | 1     | 2:19  | Ledyard, Stati Uniti      |                                                                      |
| Vittoria   | 37-13 (1) | Frank Mir                | Decisione (unanime)                                              | UFC 169: Barao vs. Faber II                       | 1º febbraio 2014  | 3     | 5:00  | Newark, Stati Uniti       |                                                                      |
| Sconfitta  | 36-13 (1) | Travis Browne            | KO (calcio frontale e pugni)                                     | UFC Fight Night: Shogun vs. Sonnen                | 17 agosto 2013    | 1     | 4:08  | Boston, Stati Uniti       |                                                                      |
| Sconfitta  | 36-12 (1) | Antônio Silva            | KO (pugni)                                                       | UFC 156: Aldo vs. Edgar                           | 2 febbraio 2013   | 3     | 0:25  | Las Vegas, Stati Uniti    | Eliminatoria per il titolo dei Pesi Massimi UFC                      |
| Vittoria   | 36-11 (1) | Brock Lesnar             | KO Tecnico (calcio al corpo e pugni)                             | UFC 141: Lesnar vs. Overeem                       | 30 dicembre 2011  | 1     | 2:26  | Las Vegas, Stati Uniti    | Eliminatoria per il titolo dei Pesi Massimi UFC                      |
| Vittoria   | 35-11 (1) | Fabrício Werdum          | Decisione (unanime)                                              | Strikeforce: Overeem vs. Werdum                   | 18 giugno 2011    | 3     | 5:00  | Dallas, Stati Uniti       | Strikeforce Heavyweight Grand Prix, Quarti di Finale                 |
| Vittoria   | 34-11 (1) | Todd Duffee              | KO (ginocchiata e pugni)                                         | Dynamite!! 2010                                   | 31 dicembre 2010  | 1     | 0:19  | Saitama, Giappone         | Vince il titolo dei Pesi Massimi Dream, poi lasciato vacante         |
| Vittoria   | 33-11 (1) | Brett Rogers             | KO Tecnico (pugni)                                               | Strikeforce: Heavy Artillery                      | 15 maggio 2010    | 1     | 3:40  | St. Louis, Stati Uniti    | Difende il titolo dei Pesi Massimi Strikeforce, poi lasciato vacante |
| Vittoria   | 32-11 (1) | Kazuyuki Fujita          | KO (ginocchiata)                                                 | Dynamite!! 2009                                   | 31 dicembre 2009  | 1     | 1:15  | Saitama, Giappone         |                                                                      |
| Vittoria   | 31-11 (1) | James Thompson           | Sottomissione (ghigliottina)                                     | Dream 12                                          | 25 ottobre 2009   | 1     | 0:33  | Osaka, Giappone           |                                                                      |
| Vittoria   | 30-11 (1) | Tony Sylvester           | Sottomissione (ghigliottina)                                     | Ultimate Glory 11: A Decade of Fights             | 17 ottobre 2009   | 1     | 1:23  | Amsterdam, Paesi Bassi    |                                                                      |
| Vittoria   | 29-11 (1) | Gary Goodridge           | Sottomissione (kimura)                                           | Ultimate Glory 10: The Battle of Arnhem           | 9 novembre 2008   | 1     | 1:42  | Arnhem, Paesi Bassi       |                                                                      |
| No Contest | 28-11 (1) | Mirko Filipović          | No contest (ginocchiata all'inguine)                             | Dream 6: Middle Weight Grandprix 2008 Final Round | 23 settembre 2008 | 1     | 6:09  | Saitama, Giappone         |                                                                      |
| Vittoria   | 28-11     | Mark Hunt                | Sottomissione (keylock)                                          | Dream 5: Light Weight Grandprix 2008 Final Round  | 21 luglio 2008    | 1     | 1:11  | Osaka, Giappone           |                                                                      |
| Vittoria   | 27-11     | Lee Tae-Hyun             | KO (pugni e ginocchiata)                                         | Dream 4: Middle Weight Grandprix 2008 2nd Round   | 15 giugno 2008    | 1     | 0:36  | Yokohama, Giappone        | Debutto in Dream                                                     |
| Vittoria   | 26-11     | Paul Buentello           | KO Tecnico (sottomissione alle ginocchiate al corpo)             | Strikeforce: Four Men Enter, One Man Survives     | 16 novembre 2007  | 2     | 3:42  | San Jose, Stati Uniti     | Vince il titolo dei Pesi Massimi Strikeforce                         |
| Sconfitta  | 25-11     | Sergei Kharitonov        | KO (pugno)                                                       | Hero's 10                                         | 17 settembre 2007 | 1     | 4:21  | Yokohama, Giappone        |                                                                      |
| Vittoria   | 25-10     | Michael Knaap            | Sottomissione (ghigliottina)                                     | K-1 World GP 2007                                 | 23 giugno 2007    | 1     | 4:51  | Amsterdam, Paesi Bassi    | Passa ai Pesi Massimi                                                |
| Sconfitta  | 24-10     | Mauricio Rua             | KO (pugni)                                                       | Pride 33: The Second Coming                       | 24 febbraio 2007  | 1     | 3:37  | Las Vegas, Stati Uniti    |                                                                      |
| Sconfitta  | 24-9      | Ricardo Arona            | KO Tecnico (pugni)                                               | Pride Final Conflict Absolute                     | 10 settembre 2006 | 1     | 4:28  | Saitama, Giappone         |                                                                      |
| Sconfitta  | 24-8      | Antônio Rogério Nogueira | KO (pugni)                                                       | Pride Critical Countdown Absolute                 | 1º luglio 2006    | 2     | 2:13  | Saitama, Giappone         | Passa ai Pesi Mediomassimi                                           |
| Vittoria   | 24–7      | Vítor Belfort            | Decisione (unanime)                                              | Strikeforce: Revenge                              | 9 giugno 2006     | 3     | 5:00  | San Jose, Stati Uniti     | Debutto in Strikeforce                                               |
| Sconfitta  | 23-7      | Fabrício Werdum          | Sottomissione (kimura)                                           | Pride Total Elimination Absolute                  | 5 maggio 2006     | 2     | 3:43  | Osaka, Giappone           | Pride 2006 Openweight Grand Prix, Primo Turno                        |
| Vittoria   | 23–6      | Nikolajus Cilkinas       | Sottomissione (armbar)                                           | WCFC: No Guts, No Glory                           | 18 marzo 2006     | 1     | 1:42  | Manchester, Regno Unito   |                                                                      |
| Vittoria   | 22–6      | Sergei Kharitonov        | KO Tecnico (ginocchiate)                                         | Pride 31: Unbreakable                             | 26 febbraio 2006  | 1     | 5:13  | Saitama, Giappone         | Passa ai Pesi Massimi                                                |
| Sconfitta  | 21–6      | Mauricio Rua             | KO (pugni)                                                       | Pride Final Conflict 2005                         | 28 agosto 2005    | 1     | 6:42  | Saitama, Giappone         | Pride 2005 Middleweight Grand Prix, Semifinali                       |
| Vittoria   | 21–5      | Ihor Vovčančyn           | Sottomissione (ghigliottina)                                     | Pride Critical Countdown 2005                     | 26 giugno 2005    | 1     | 1:20  | Saitama, Giappone         | Pride 2005 Middleweight Grand Prix, Quarti di Finale                 |
| Vittoria   | 20–5      | Vítor Belfort            | Sottomissione (ghigliottina)                                     | Pride Total Elimination 2005                      | 23 aprile 2005    | 1     | 9:36  | Osaka, Giappone           | Pride 2005 Middleweight Grand Prix, Primo turno                      |
| Sconfitta  | 19-5      | Antônio Rogério Nogueira | Decisione (unanime)                                              | Pride 29: Fists of Fire                           | 20 febbraio 2005  | 3     | 5:00  | Saitama, Giappone         |                                                                      |
| Vittoria   | 19–4      | Hiromitsu Kanehara       | KO Tecnico (stop medico)                                         | Pride 28: High Octane                             | 31 ottobre 2004   | 2     | 3:52  | Saitama, Giappone         |                                                                      |
| Vittoria   | 18–4      | Rodney Glunder           | Sottomissione (ghigliottina)                                     | 2 Hot 2 Handle                                    | 10 ottobre 2004   | 1     | -     | Rotterdam, Paesi Bassi    | Vince il Titolo dei Pesi Mediomassimi 2H2H                           |
| Vittoria   | 17–4      | Tomohiko Hashimoto       | KO Tecnico (ginocchiate e pugni)                                 | Inoki Bom-Ba-Ye 2003                              | 31 dicembre 2003  | 1     | 0:36  | Kōbe, Giappone            |                                                                      |
| Sconfitta  | 16-4      | Chuck Liddell            | KO (pugni)                                                       | Pride Total Elimination 2003                      | 10 agosto 2003    | 1     | 3:09  | Osaka, Giappone           | Pride 2003 Middleweight Grand Prix, Quarti di Finale                 |
| Vittoria   | 16–3      | Mike Bencic              | KO Tecnico (sottomissione a una ginocchiata al corpo e ai pugni) | Pride 26: Bad to the Bone                         | 8 giugno 2003     | 1     | 3:44  | Yokohama, Giappone        |                                                                      |
| Vittoria   | 15–3      | Aaron Brink              | Sottomissione (ghigliottina)                                     | 2H2H 6: Simply the Best 6                         | 16 marzo 2003     | 1     | 0:53  | Rotterdam, Paesi Bassi    |                                                                      |
| Vittoria   | 14–3      | Bazigit Atajev           | KO Tecnico (ginocchiata al corpo)                                | Pride 24: Cold Fury 3                             | 23 dicembre 2002  | 2     | 4:59  | Fukuoka, Giappone         |                                                                      |
| Vittoria   | 13–3      | Dave Vader               | KO Tecnico (stop medico)                                         | 2H2H 5: Simply the Best 5                         | 13 ottobre 2002   | 2     | -     | Rotterdam, Paesi Bassi    | Torneo dei Pesi Mediomassimi 2H2H, Finale                            |
| Vittoria   | 12–3      | Moise Rimbon             | Sottomissione (triangolo)                                        | 2H2H 5: Simply the Best 5                         | 13 ottobre 2002   | 1     | 1:03  | Rotterdam, Paesi Bassi    | Torneo dei Pesi Mediomassimi 2H2H, Semifinali                        |
| Vittoria   | 11–3      | Yusuke Imamura           | KO Tecnico (ginocchiata e pugni)                                 | Pride The Best Vol.2                              | 20 luglio 2002    | 1     | 0:44  | Tokyo, Giappone           | Debutto in Pride                                                     |
| Vittoria   | 10–3      | Vesa Vuori               | KO Tecnico (pugni)                                               | 2 Hot 2 Handle: Germany                           | 26 maggio 2002    | 1     | 2:15  | Krefeld, Germania         |                                                                      |
| Vittoria   | 9–3       | Sergey Kaznovsky         | Sottomissione (armbar)                                           | M-1: Russia vs. The World 3                       | 26 aprile 2002    | 1     | 3:37  | San Pietroburgo, Russia   |                                                                      |
| Vittoria   | 8–3       | Roman Zentsov            | Sottomissione (keylock)                                          | 2H2H 4: Simply the Best 4                         | 17 marzo 2002     | 1     | 1:26  | Rotterdam, Paesi Bassi    |                                                                      |
| Vittoria   | 7–3       | Stanislav Nuschik        | KO Tecnico (ginocchiate)                                         | 2H2H 2: Simply The Best                           | 18 marzo 2001     | 1     | 0:53  | Rotterdam, Paesi Bassi    |                                                                      |
| Vittoria   | 6–3       | Vladimer Tchanturia      | Sottomissione (rear naked choke)                                 | Rings: King of Kings 2000 Final                   | 24 febbraio 2001  | 1     | 1:06  | Tokyo, Giappone           |                                                                      |
| Vittoria   | 5–3       | Peter Verschuren         | Sottomissione (keylock)                                          | It's Showtime: Christmas Edition                  | 12 dicembre 2000  | 1     | 1:06  | Haarlem, Paesi Bassi      |                                                                      |
| Sconfitta  | 4–3       | Bobby Hoffman            | KO (pugni)                                                       | Rings: Millennium Combine 2                       | 15 giugno 2000    | 1     | 9:39  | Tokyo, Giappone           |                                                                      |
| Sconfitta  | 4–2       | Yuriy Kochkine           | Decisione (non unanime)                                          | Rings Russia: Russia vs. The World                | 20 maggio 2000    | 2     | 5:00  | Ekaterinburg, Russia      |                                                                      |
| Vittoria   | 4–1       | Yasuhito Namekawa        | Sottomissione (armbar)                                           | Rings: Millennium Combine 1                       | 20 aprile 2000    | 1     | 0:45  | Tokyo, Giappone           |                                                                      |
| Vittoria   | 3–1       | Can Sahinbas             | KO (ginocchiata)                                                 | 2 Hot 2 Handle 1                                  | 5 marzo 2000      | 1     | 2:21  | Rotterdam, Paesi Bassi    |                                                                      |
| Vittoria   | 2–1       | Chris Watts              | KO (ginocchiata al corpo)                                        | Rings Holland: There Can Only Be One Champion     | 6 febbraio 2000   | 1     | 3:58  | Utrecht, Paesi Bassi      |                                                                      |
| Sconfitta  | 1–1       | Yuriy Kochkine           | Decisione (maggioranza)                                          | Rings: King of Kings 1999 Block A                 | 28 ottobre 1999   | 2     | 5:00  | Tokyo, Giappone           |                                                                      |
| Vittoria   | 1–0       | Ricardo Fyeet            | Sottomissione (ghigliottina)                                     | It's Showtime                                     | 24 ottobre 1999   | 1     | 1:39  | Haarlem, Paesi Bassi      |                                                                      |

## Curiosità
- Overeem appare nei videoclip musicali di due brani della band statunitense LMFAO, ovvero Sorry for Party Rocking e Sexy and I Know It.
- Possiede anche la cittadinanza britannica.